# Найслухняніша
«Найслухняніша» — радянський художній фільм-драма 1965 року, знятий режисерами Бекешем Абдилдаєвим і Леонідом Гуревичем на кіностудії «Киргизфільм».

## Сюжет
За мотивами повісті К. Бобулова «Дівчина-південка», про те, як у боротьбі з пережитками минулого виходить на самостійну дорогу життя вісімнадцятирічна дівчина Гуляїм.

## У ролях
- Клара Юсупжанова — Гуляїм
- Сталіна Азаматова — Анісса
- Нурмухан Жантурін — Ташимов
- Набі Рахімов — Калмурза
- Джумаш Сидикбекова — епізод
- Таттибюбю Турсунбаєва — Айзада
- Аміна Умурзакова — Кюльсун
- Тургун Бердалієв — Бекташ

## Знімальна група
- Режисери — Бекеш Абдилдаєв, Леонід Гуревич
- Сценаристи — Леонід Гуревич, Семен Лунгін, Ілля Нусінов
- Оператор — Володимир Ошеров
- Композитор — Валентин Кончаков
- Художник — Сагинбек Ішенов